# (473040) 2015 HK77
(473040) 2015 HK77 es un asteroide perteneciente al cinturón de asteroides, descubierto el 23 de febrero de 2006 por el equipo del Lowell Observatory Near-Earth-Object Search desde la Estación Anderson Mesa (condado de Coconino, cerca de Flagstaff, Arizona, Estados Unidos).

## Designación y nombre
Designado provisionalmente como 2015 HK77.

## Características orbitales
2015 HK77 está situado a una distancia media del Sol de 2,659 ua, pudiendo alejarse hasta 3,189 ua y acercarse hasta 2,129 ua. Su excentricidad es 0,199 y la inclinación orbital 5,708 grados. Emplea 1584 días en completar una órbita alrededor del Sol.

## Características físicas
La magnitud absoluta de 2015 HK77 es 16,9.